# 高田茜
高田 茜 （たかだ あかね、1990年4月18日 - ） は、東京都葛飾区出身のバレリーナ。2008年9月より英国ロイヤル・バレエ団に所属する。現在の階級はプリンシパル。

## 来歴
実家は祖父母と両親、兄1人、本人の6人家族。長女にして末っ子だった。3歳のとき、隣の江戸川区で高橋洋美にバレエを習い始める。高田をプロ入りまで指導した高橋によれば、「おっとりやさしい気持」をもつ少女で、もともとバレエの素質があったという。
1999年2月、小学2年のとき、日本バレエ協会主催の 『ドン・キホーテ』 公演で子役のキューピッドの一人として出演した。このときの主役は吉田都とホセ・カレーニョであり、高田は同じ舞台に立つ吉田に憧れを抱いたという。
2006年1月、中学3年のとき、NBA全国バレエコンクールで審査員特別賞を受賞。チャコットが提供する奨学金を得て同年9月からモスクワにあるモスクワ国立舞踊アカデミーに留学した。当初は留学生クラスに入れられたが、のちにナタリア・アルヒポワが担任するロシア人クラスに移り、クラシックのほか民族舞踊や宮廷舞踊も学んだ。
ボリショイ在学2年目の2008年2月、17歳のとき、ローザンヌ国際バレエコンクールに出場してプロ研修賞と観客賞を受賞。研修先としてロイヤル・バレエ団を選び、同年9月に研修生として入団した。研修生として最初に与えられた役は 『白鳥の湖』 の群舞だった。翌2009年5月にはA・マリオット振付の新作 『センソリウム』 の初演キャストの一人に選ばれる。
最初のシーズン途中の2009年1月に正団員としての契約を提示され、9月にアーティストとして正式に入団した。2010年秋にファースト・アーティスト、2011年秋にソリストに昇格。2011年12月には初めての全幕物の主役として 『くるみ割り人形』 の金平糖の精を踊った。2014年3月には 『眠れる森の美女』 の主役オーロラ姫を踊り、シーズン終了後にファースト・ソリストに昇格。
2015年3月には 『白鳥の湖』 の主役オデット/オディールを、12月にはアシュトン版 『二羽の鳩』 の少女役を踊る。翌2016年3月、『ジゼル』 の主役を踊り、シーズン終了後にプリンシパルに昇格した。

## 芸風・人物
高田の踊りに対する形容として、しばしば「輝き」 (sparkle) という言葉が用いられる。ソリストに昇格する以前から、『シルヴィア』 の山羊や 『オネーギン』 のオリガといった物語作品の役において、機知や純真さなどの役柄の表現を評価する声があった。2014年に踊った 『眠れる森の美女』 では、オーロラ姫の内面を描き出したことが評価されていた。
高田にとって 『ジゼル』 のタイトルロールを踊るのはかねてよりの念願だったという。ボリショイへ留学する前の2006年9月にはテレビ番組「学校へ行こう!MAX」へ出演、ポリーナ・セミオノワと対面し、ジゼルのヴァリエーションについて助言を受けていた。
東京の実家では犬と猫を飼っていた。小学6年生当時の練習時間は週に15-20時間だった。

2016年、VOGUE JAPAN Women of the Year 2016を受賞 。
2022年、第52回舞踊批評家協会賞を受賞 

## 動画
- シェネの模範実技 - Royal Opera House
- ドン・キホーテのリハーサル - Royal Opera House

## 主な出演歴
| 年   | 演目                               | 役                   | 相方                           | 振付                | バレエ団           |
| ---- | ---------------------------------- | -------------------- | ------------------------------ | ------------------- | ------------------ |
| 2008 | 雨の樹 ★                           | -                    | -                              | 堀田 真由美         | ROH                |
| 2009 | センソリウム ★                     | -                    | -                              | A・マリオット       | ロイヤル・バレエ団 |
| 2009 | リーメン ★                         | -                    | -                              | W・マグレガー       | ロイヤル・バレエ団 |
| 2011 | ライブ・ファイヤー・エクササイズ ★ | -                    | -                              | W・マグレガー       | ロイヤル・バレエ団 |
| 2013 | レイヴン・ガール ☆                 | レイヴン             | -                              | W・マグレガー       | ロイヤル・バレエ団 |
| 2013 | クローマ                           | (プリンシパル)       | -                              | W・マグレガー       | ロイヤル・バレエ団 |
| 2014 | フーガの技巧 ★                     | (プリンシパル)       | T・ソアレス                    | W・マグレガー       | ロイヤル・バレエ団 |
| 2015 | ウルフ・ワークス ★                 | (ルクレツィア)       | E・ワトソン 〔セプティマス〕   | W・マグレガー       | ロイヤル・バレエ団 |
| 2016 | カーボン・ライフ                   | -                    | ?                              | W・マグレガー       | ロイヤル・バレエ団 |
| 2016 | マルチバース ☆                     | -                    | ?                              | W・マグレガー       | ロイヤル・バレエ団 |
| 2009 | くるみ割り人形                     | 葦笛の踊り           | -                              | P・ライト改訂       | ロイヤル・バレエ団 |
| 2011 | くるみ割り人形                     | 金平糖の精           | D・トジェンシミエフ            | P・ライト改訂       | ロイヤル・バレエ団 |
| 2012 | くるみ割り人形                     | 金平糖の精           | S・マックレー                  | P・ライト改訂       | ロイヤル・バレエ団 |
| 2014 | くるみ割り人形                     | 金平糖の精           | A・キャンベル                  | P・ライト改訂       | ロイヤル・バレエ団 |
| 2016 | くるみ割り人形                     | 金平糖の精           | V・フリストフ                  | P・ライト改訂       | ロイヤル・バレエ団 |
| 2016 | くるみ割り人形                     | 金平糖の精           | V・ズケッティ                  | P・ライト改訂       | ロイヤル・バレエ団 |
| 2017 | くるみ割り人形                     | 金平糖の精           | 平野 亮一                      | P・ライト改訂       | ロイヤル・バレエ団 |
| 2011 | ジゼル                             | パ・ド・シス         | ?                              | P・ライト改訂       | ロイヤル・バレエ団 |
| 2016 | ジゼル                             | ジゼル               | T・ソアレス                    | P・ライト改訂       | ロイヤル・バレエ団 |
| 2016 | ジゼル                             | ジゼル               | N・キッシュ                    | P・ライト改訂       | ロイヤル・バレエ団 |
| 2018 | ジゼル                             | ジゼル               | B・エラ                        | P・ライト改訂       | ロイヤル・バレエ団 |
| 2010 | 眠れる森の美女                     | フロリナ王女         | A・ウスペンスキー 〔青い鳥〕   | プティパ            | ロイヤル・バレエ団 |
| 2017 | 眠れる森の美女                     | フロリナ王女         | A・キャンベル 〔〃〕           | プティパ            | ロイヤル・バレエ団 |
| 2014 | 眠れる森の美女                     | オーロラ姫           | V・ムンタギロフ                | プティパ            | ロイヤル・バレエ団 |
| 2017 | 眠れる森の美女                     | オーロラ姫           | J・ヘイ                        | プティパ            | ロイヤル・バレエ団 |
| 2017 | 眠れる森の美女                     | オーロラ姫           | A・キャンベル                  | プティパ            | ロイヤル・バレエ団 |
| 2015 | 白鳥の湖                           | オデット/オディール  | F・ボネッリ                    | プティパ            | ロイヤル・バレエ団 |
| 2015 | 白鳥の湖                           | オデット/オディール  | V・ムンタギロフ                | プティパ            | ロイヤル・バレエ団 |
| 2018 | 白鳥の湖                           | オデット/オディール  | W・ブレイスウェル              | L・スカーレット改訂 | ロイヤル・バレエ団 |
| 2018 | 白鳥の湖                           | オデット/オディール  | F・ボネッリ                    | L・スカーレット改訂 | ロイヤル・バレエ団 |
| 2010 | アスフォデルの花畑 ☆               | -                    | -                              | L・スカーレット     | ロイヤル・バレエ団 |
| 2009 | スケートをする人々                 | ブルー・ガール       | L・オンディヴィエラ 〔トロワ〕 | アシュトン          | ロイヤル・バレエ団 |
| 2010 | シンデレラ                         | 秋の精               | -                              | アシュトン          | ロイヤル・バレエ団 |
| 2010 | シルヴィア                         | 山羊                 | J・ヘイ 〔山羊〕               | アシュトン          | ロイヤル・バレエ団 |
| 2011 | ラプソディ                         | -                    | -                              | アシュトン          | ロイヤル・バレエ団 |
| 2012 | 真夏の夜の夢                       | 豌豆の花の精         | -                              | アシュトン          | ロイヤル・バレエ団 |
| 2017 | 真夏の夜の夢                       | タイターニア         | S・マックレー 〔オベロン〕     | アシュトン          | ロイヤル・バレエ団 |
| 2015 | 二羽の鳩                           | 少女                 | J・ヘイ                        | アシュトン          | ロイヤル・バレエ団 |
| 2010 | トリスト                           | -                    | -                              | C・ウィールドン     | ロイヤル・バレエ団 |
| 2014 | DGV：超高速ダンス                  | (プリンシパル)       | -                              | C・ウィールドン     | ロイヤル・バレエ団 |
| 2016 | ゴールデン・アワーの中に           | -                    | T・ダイヤー                    | C・ウィールドン     | ロイヤル・バレエ団 |
| 2017 | 不思議の国のアリス                 | アリス               | A・キャンベル 〔ジャック〕     | C・ウィールドン     | ロイヤル・バレエ団 |
| 2018 | 冬物語                             | ペルディータ         | 〃 〔フロリツェル〕            | C・ウィールドン     | ロイヤル・バレエ団 |
| 2010 | シンフォニー・イン・C              | （第三楽章コリフェ） | B・マロニー                    | バランシン          | ロイヤル・バレエ団 |
| 2015 | 四つの気質                         | 快活                 | F・ボネッリ                    | バランシン          | ロイヤル・バレエ団 |
| 2017 | ジュエルズ                         | ルビー               | A・キャンベル                  | バランシン          | ロイヤル・バレエ団 |
| 2010 | オネーギン                         | オリガ               | S・マックレー 〔レンスキー〕   | クランコ            | ロイヤル・バレエ団 |
| 2015 | オネーギン                         | オリガ               | V・ムンタギロフ 〔〃〕         | クランコ            | ロイヤル・バレエ団 |
| 2011 | ペンギン・カフェ                   | 豚鼻スカンクにつく蚤 | -                              | ビントレー          | ロイヤル・バレエ団 |
| 2011 | 春の祭典                           | 年少                 | -                              | マクミラン          | ロイヤル・バレエ団 |
| 2016 | アナスタシア                       | M・クシェシンスカ    | J・ヘイ                        | マクミラン          | ロイヤル・バレエ団 |
| 2017 | うたかたの恋                       | M・ヴェッツェラ      | S・マックレー 〔ルドルフ〕     | マクミラン          | ロイヤル・バレエ団 |
| 2017 | エリート・シンコペーション         | ストップタイム・ラグ | N・エドモンズ                  | マクミラン          | ロイヤル・バレエ団 |
| 2018 | エリート・シンコペーション         | ストップタイム・ラグ | N・キッシュ                    | マクミラン          | ロイヤル・バレエ団 |
| 2018 | マノン                             | マノン               | A・キャンベル                  | マクミラン          | ロイヤル・バレエ団 |
| 2013 | ドン・キホーテ                     | キトリ ☆             | 〃                             | アコスタ改訂        | ロイヤル・バレエ団 |
| 2013 | ドン・キホーテ                     | キトリ ☆             | S・マックレー                  | アコスタ改訂        | ロイヤル・バレエ団 |
| 2014 | ドン・キホーテ                     | キトリ ☆             | M・ゴールディング              | アコスタ改訂        | ロイヤル・バレエ団 |
| 2014 | ドン・キホーテ                     | キトリ ☆             | V・ムンタギロフ                | アコスタ改訂        | ロイヤル・バレエ団 |
| 2017 | 人の四季                           | -                    | -                              | D・ダウスン         | ロイヤル・バレエ団 |
| 2017 | 精密の不安定なスリル               | -                    | S・マックレー                  | フォーサイス        | ロイヤル・バレエ団 |

※紫は演目における主役を表す。★は当該演目の初演・初日への出演、☆は初日ではないが一連の初演の中で出演したことを表す。同じ役・相方での同一演目の出演は最初の年のみ記した。